# Pollera

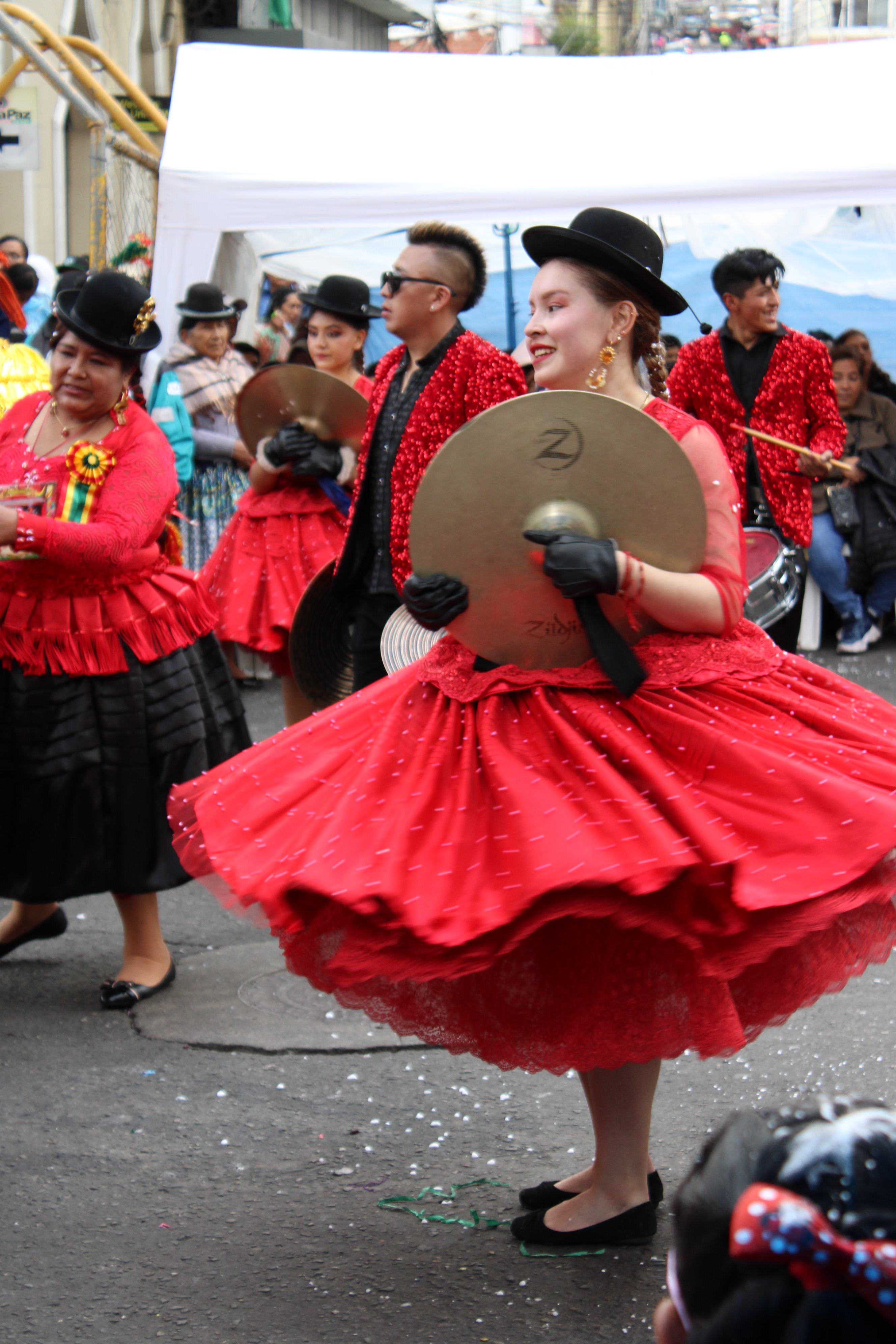
Pollera típica La Paz, Bolivia.

Pollera es una prenda que proviene de los bastidores de alambre y palos usados para guardar las formas del vestido español del siglo XVI o XVII, que se caracterizaba por ser ampón, dicho soporte que emulaba el corral para la crianza de los pollos.

## Vestimentas denominadas polleras por región

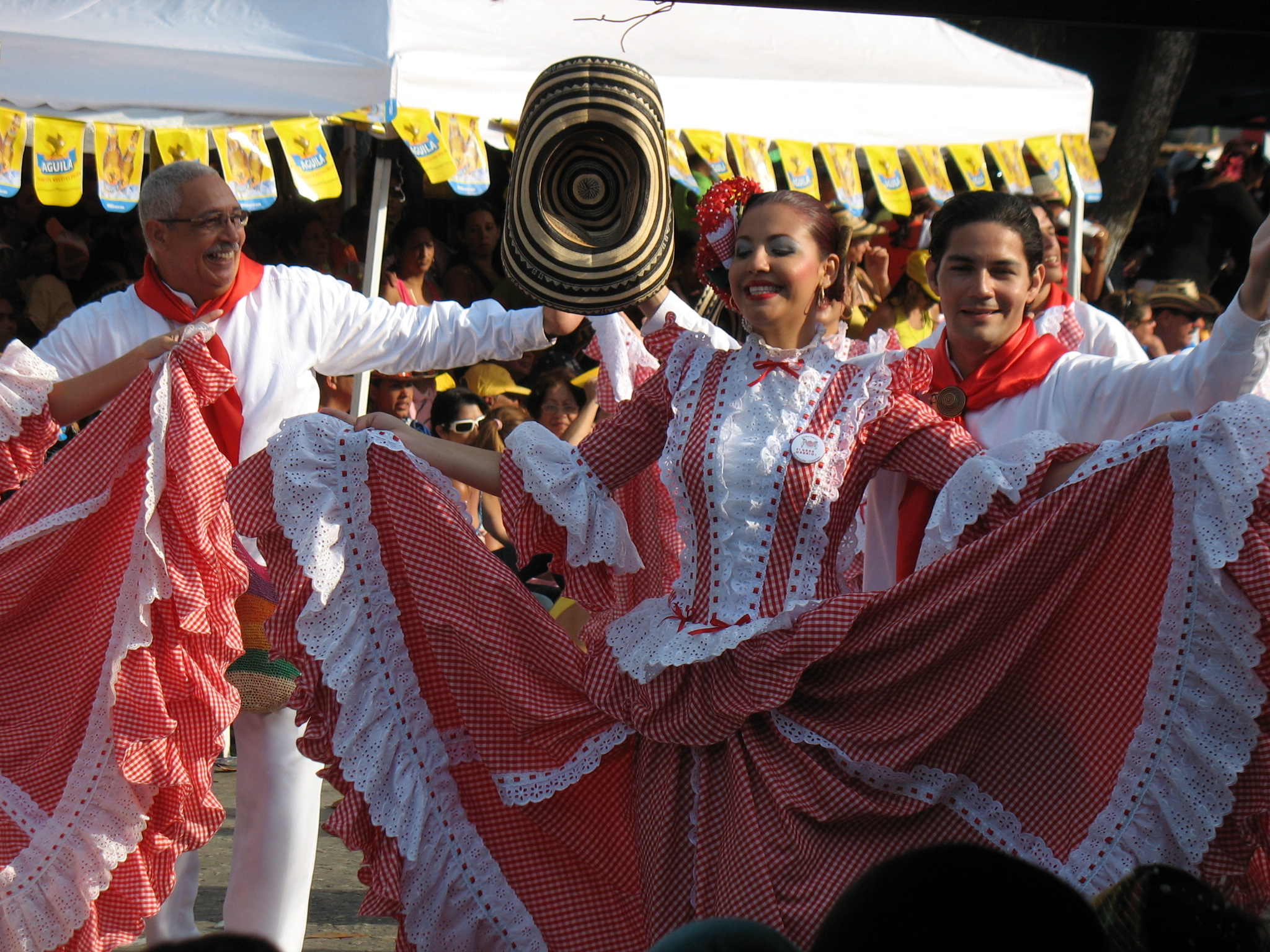
Polleras de cumbia en el carnaval de Barranquilla.

### Argentina, Bolivia, Chile, Paraguay y Uruguay
En Argentina, Bolivia, Chile, Paraguay y Uruguay, la palabra pollera se usa como sinónimo de falda, siendo más usada en el lenguaje coloquial la palabra pollera que la palabra falda para denominar dicha prenda. La palabra se aplica a cualquier tipo de falda, e incluye las vestimentas típicas femeninas, pero sin identificarse especialmente con ellas, como en la mayor parte de América Latina. Muchas veces se denomina a las faldas cortas como polleritas, en particular si las mismas son rizadas, acampanadas o con vuelo.

### Colombia
La pollera es sinónimo de falda y es una de las prendas típicas del folclor de la Costa Caribe de Colombia, tanto, que una de las canciones más emblemáticas de la música colombiana es la cumbia La pollera colorá. Es utilizada por las bailarinas de los bailes folclóricos colombianos, especialmente la cumbia, el bambuco, el pasillo, el tamborito, el bunde, el bullerengue, las piloneras de Valledupar, comparsas, concursos de belleza y desfiles de carnaval.

### Panamá
La pollera es el traje femenino popular de Panamá. Existen diferentes variaciones, de acuerdo a la región del país. También se les clasifica con base en su uso en polleras de gala, montunas y de faena. 
Se considera a la pollera de gala de Los Santos como la más reconocida a nivel nacional e internacional. Esta pollera de gala puede ser totalmente blanca o laboreada con hilo cosido a mano por artesanas. Entre las labores están el zurcido, el marcado y el talco. El zurcido y el talco se acompañan con calados y bordados como complemento. Las polleras de gala van acompañadas de encajes y trabajos de mundillo (bolillos). La camisa se enjareta con lana y se remata con mota, aunque las polleras blancas se usan tradicionalmente con cinta sin mota. La pollera se acompaña con un manto o rebozo. El joyero es muy vistoso, e incluye unas nueve cadenas, una gargantilla o tapahueso en la garganta, y diversos elementos adicionales como botones en la pretina, monedero, anillos y pulseras. Los zapatos también se decoran con hebillas de oro. En la cabeza se lleva el cabello en pelotas o cocas, armadas con trenzas. Se le decora con tembleques, que pueden ser de perlas o de escamas de pescado, peinetas de oro, y pensamientos, pequeños parches de oro pegados a la sien.
Es el traje femenino tradicional para bailar la cumbia, el bunde panameño, el bullerengue, el punto, el tamborito, la mejorana y demás bailes folclóricos de Panamá.

### Perú y Bolivia

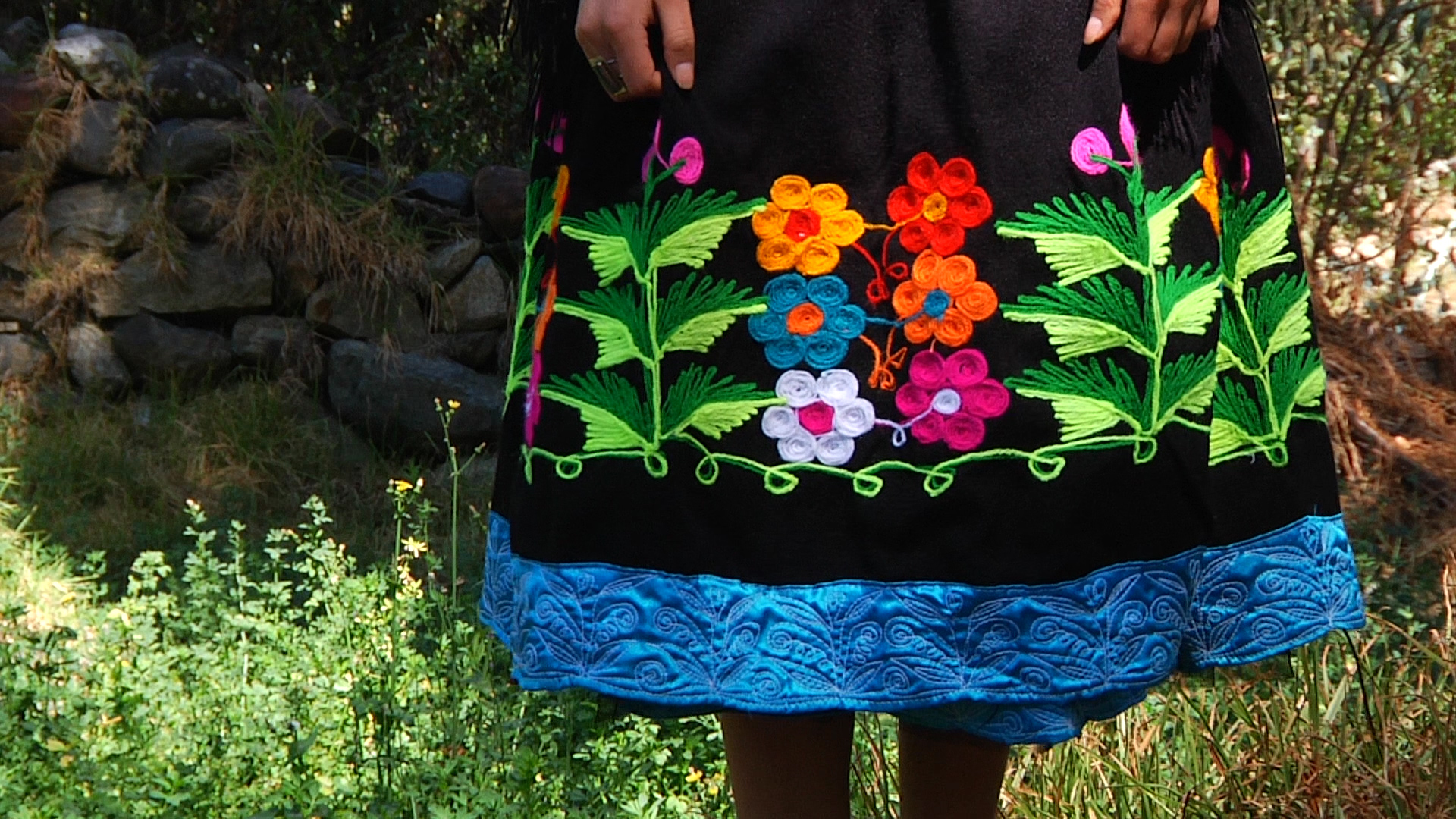
Pollera típica de la provincia de Pomabamba en Áncash, Perú.

Entre las mujeres mestizas y originarias de la región andina del Perú y Bolivia, las polleras se ocupan sobre tres capas de faldas. Se cree que el largo de las polleras es distinto en cada región, pero la pollera antigua original, es corta, más o menos hasta las rodillas, adaptándose conforme pasa al tiempo de acuerdo a la región y condición climatológica de ambos países. Además la pollera original antigua boliviana lleva una capa que va inmediatamente debajo de la pollera es un fuste, o combinación, luego una falda llamada centro de lana que va encima de un segundo fuste y este último va sobre los calzones.
En el sur-sureste de Bolivia, más exacto en Tarija (valles y zona altas), las polleras son usadas por las chapacas (gente campesina criolla o mestiza) que, debido a su mestizaje de indígenas en su mayoría churumatas, tomatas y guaraníes con andaluces en su mayoría, pero también por extremeños y vascos, su vestimenta en general era mezcla de influencias de las vestimentas andaluzas. La pollera anteriormente tenía las características principales de una falda (aunque también se las llamaban polleras) similares a las andaluzas; en la actualidad se fue modernizando la vestimenta de la chapaca, perdiendo la mayoría de lo se consideraba típico, la falda —o pollera— se transformó en una pollera de tela sedosa, de plisados menudos y de un tamaño más corto.
En Perú se han utilizado polleras confeccionadas para cantantes de música andina. Su confección, que incluye el bordado, suele tardar alrededor de un mes. Su precio suele ser mayor que el de un vestido de noche.

## Otros usos del término
En Venezuela el término pollera designa los locales donde se suele vender pollo crudo o consumen pollo rostizado.
En Argentina el término pollera o, más usualmente, pollerudo se utiliza para calificar a los sujetos que dejan de lado a sus amistades por miedo a la reacción por celos de sus novias o esposas.